# Kliestow

Kliestow na mapie Frankfurtu nad Odrą.

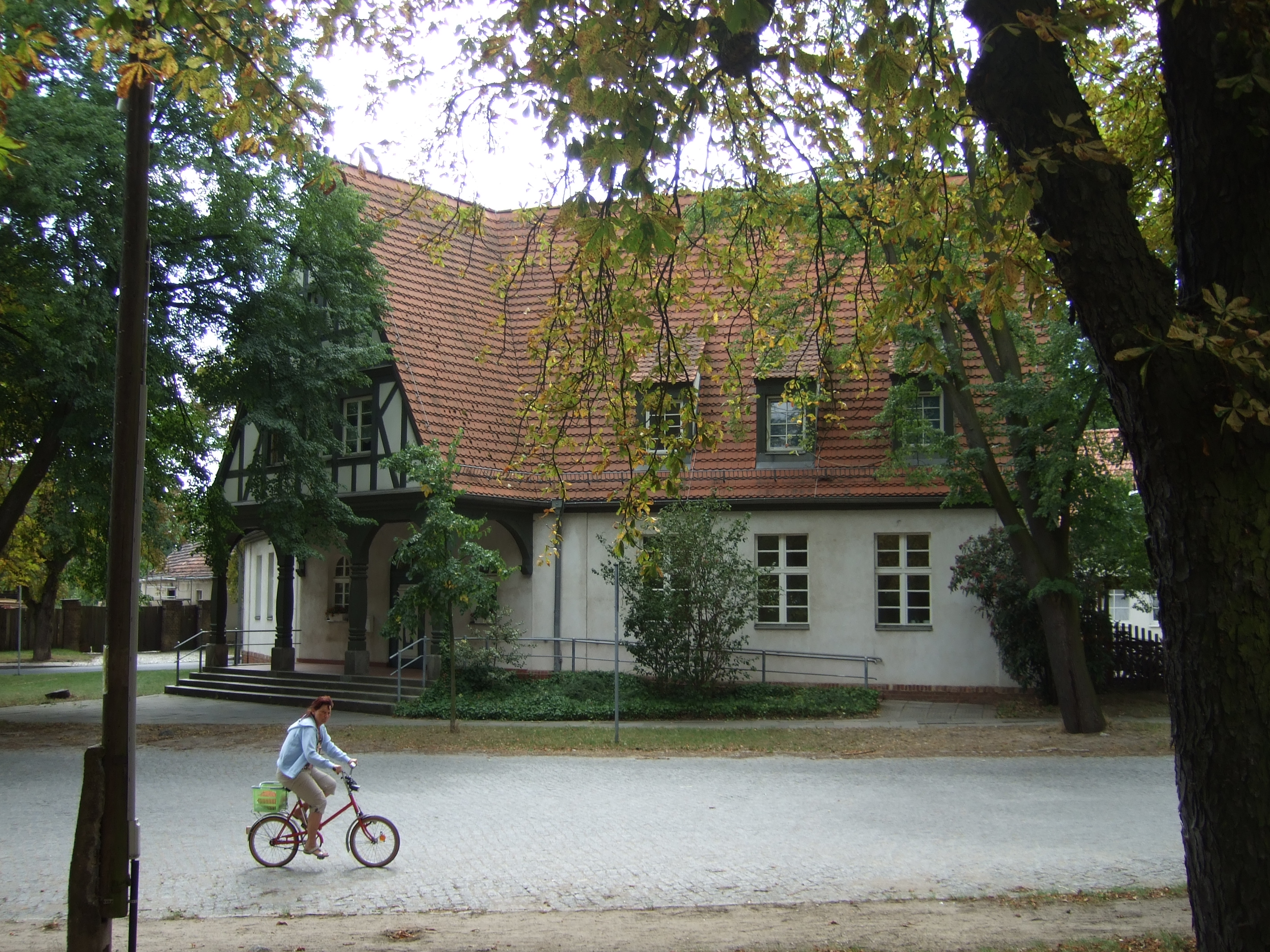
Dawna szkoła w Kliestow

Kliestow – dzielnica w północno-wschodniej części Frankfurtu nad Odrą, oddalona 80 km od Berlina. W 2005 liczyła 1.194 mieszkańców.

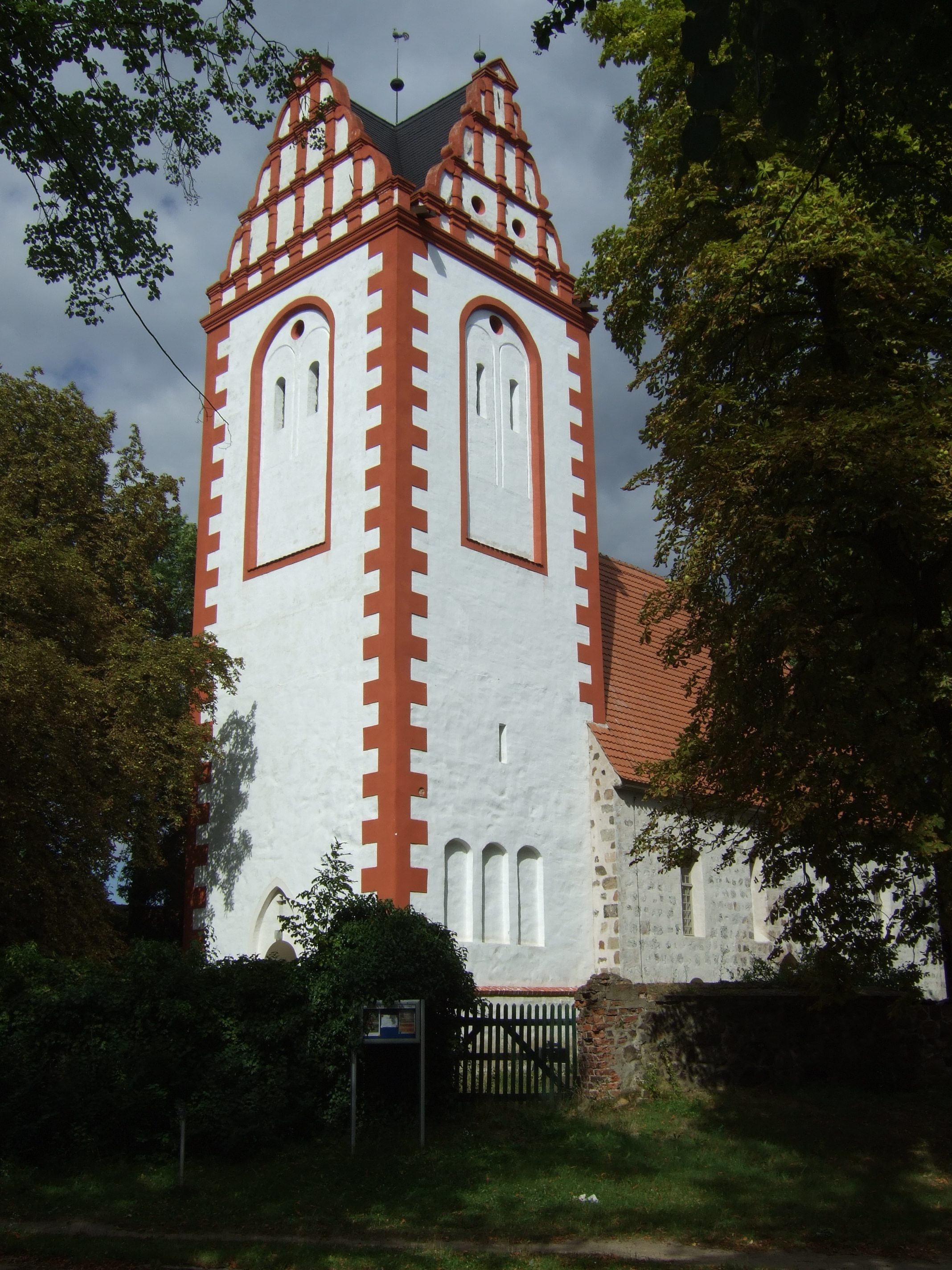
Kościół w Kliestow

Historia Kliestow zaczyna się od osiedlenia się tu Wendów (Słowian nadbałtyckich) na przełomie VIII i IX wieku oraz niemieckiego osadnictwa na Wschodzie (Ostsiedlung) w XII wieku.
W skład dzielnicy wchodzą osiedla:
- Hexenberg,
- Am See,
- Sonnenhang.